# Francia A
Francia A (anteriormente llamada Francia B y Francia XV) fue la selección secundaria de rugby de aquel país, por detrás de Les Bleus. Representó a Francia en competiciones menores y ante selecciones de bajo nivel.

## Historia
Se creó para los Juegos Olímpicos de París 1900, fue integrada por rugbistas de París y jugó su primer partido contra Alemania; ganando 27–17. Días después venció al representante británico y ganó la medalla de oro.
Con esta selección Francia dominó el Rugby Europe International Championships y lo ganó en 20 ediciones. Además participó en los Juegos Mediterráneos y ganó los cuatro torneos disputados.
En 1907 sufrió su peor derrota contra Sudáfrica A, cayendo 6–55. Mientras que en 1993 tuvo su mayor victoria ante Croacia, venciéndola 126–6.
Disputó la Nations Cup 2009 finalizando tercera, perdió contra Escocia A y triunfó sobre Italia A y Rumania.

### Desaparición
Su última aparición fue cuando participó de la Churchill Cup 2010. Allí fue entrenada por Fabien Pelous y alcanzó el tercer puesto, cayendo ante Canadá pero venciendo a los Estados Unidos y a Uruguay.
En 2011 la FFR anunció que a partir de entonces la Selección juvenil asumiría los desafíos de Francia A. Finalmente en 2017, para corregir la diferencia de edad y para otorgarles un mayor prestigio, la unión designó a los Barbarians franceses como la segunda selección.
Algunos rugbistas destacados que la integraron fueron: Lionel Beauxis, Éric Champ, Jean Desclaux (técnico de la selección absoluta) y Maxime Médard.